# Nakata Yosuke
Yosuke Nakata (sinh ngày 15 tháng 9 năm 1981) là một cầu thủ bóng đá người Nhật Bản.

## Sự nghiệp câu lạc bộ
Yosuke Nakata đã từng chơi cho Vegalta Sendai, Yokohama FC và Grulla Morioka.